# Eriococcus coffeae
Eriococcus coffeae är en insektsart som beskrevs av Hempel 1919. Eriococcus coffeae ingår i släktet Eriococcus och familjen filtsköldlöss. Inga underarter finns listade i Catalogue of Life.